# Obwód Sandomierz Armii Krajowej
Obwód Sandomierz – jednostka terytorialna Związku Walki Zbrojnej, a następnie Armii Krajowej.
Obejmował teren ówczesnego powiatu sandomierskiego. Oznaczony był kolejno kryptonimami „Ziarno”, „Wyżyny”, „Eukaliptus” i „Henryk”.
Wraz z Obwodem Opatów AK wchodził w skład Inspektoratu Sandomierz AK Okręgu Radom-Kielce („Jodła”).
W lecie 1944 w okresie Akcji „Burza” Obwód Sandomierz AK wystawił 2 pułk piechoty Legionów AK w sile ok. 1 200 żołnierzy pod dowództwem majora Antoniego Wiktorowskiego.

## Komendanci obwodu
- major „Profesor” (NN) – 11.1939 – 15.01.1940;
- kapitan „Adam”, „Kłos” (Zygmunt Bolesław Żywocki) – 15.01.1940 – 05.1940;
- kapitan „Lange” (Józef Wysocki) p.o. komendanta – 08.1940 – 06.1941;
- rotmistrz „Mirski”, „Grudzień", „Czarny” (Stanisław Głowiński) – 07.1941 – 05.1944;
- major „Kruk”, „Piast” (Antoni Wiktorowski) – 05.1944 – 08.1944;
- kapitan „Rzewuski” (Tadeusz Kucharski) – 08.1944 – ?

## Skład obwodu
- Podobwód I Sandomierz, kryptonim „Białodrzew”;
- Podobwód II Klimontów, kryptonim „Czeremcha”;
- Podobwód III Samborzec, kryptonim „Jodła”;
- Podobwód IV Osiek, kryptonim „Dąb”, „Kretowisko”;
- Podobwód V Staszów, kryptonim „Modrzew”;

## Oddziały partyzanckie
Na terenie obwodu działały oddziały partyzanckie:
- Jędrusie – od połowy 1941 roku;
- Grupa Lotna – od połowy 1943 roku pod dowództwem sierżanta „Tarzana” (Stefan Franaszczuk);
- Oddział dywersyjny podchorążego „Romana” (Stanisław Szwarc-Bronikowski) – od 1940 do 1943 (5 sierpnia 1943 oddział rozbity w Koloniach Jugoszowskich).

## Stosunki z oddziałami Batalionów Chłopskich
Akt scaleniowy na terenie obwodu został podpisany dopiero 14 lipca 1944 roku. Nigdy jednak nie w szedł w życie. W lipcu 1944 BCh zmobilizowały na terenie Obwodu ok. 350 słabo uzbrojonych ludzi pod dowództwem „Wyrwy” (Jana Kurkiewicza). Jedyną realną siłę stanowił oddział „Lotna” liczący ok. 60 ludzi pod dowództwem „Salerny” (Mieczysława Wałka). Oddziały te współpracowały z AK w ostatniej dekadzie lipca 1944 r. Oddziały te odmówiły wykonania rozkazu marszu na zachód na koncentrację Okręgu Radom Kielce. Zostały rozwiązane po zajęciu terenu Obwodu przez Armię Czerwoną.